# Clavatula quinteni
Clavatula quinteni é uma espécie de gastrópode do gênero Clavatula, pertencente a família Clavatulidae.